# Josh Clarke (football)
Joshua Joseph Jason Ishmel Clarke, plus connu comme Josh Clarke, né le 5 juillet 1994 à Walthamstow, est un footballeur anglais. Il évolue au poste de milieu de terrain ou défenseur.

## Biographie
Le 27 août 2013, il fait ses débuts en faveur du Brentford FC, lors d'un match de Capital One Cup contre Derby County.
Le 11 janvier 2019, il est prêté à Burton Albion.
Le 11 septembre 2020, il rejoint Wigan Athletic.